# Rogier IV van Foix
Rogier IV van Foix (overleden op 24 februari 1265) was van 1241 tot aan zijn dood graaf van Foix en burggraaf van Castelbon. Hij behoorde tot het huis Foix.

## Levensloop
Rogier IV was de zoon van graaf Rogier Bernard II van Foix en diens echtgenote Ermesinde, dochter en erfgename van burggraaf Arnold van Castelbon. In 1241 volgde hij zijn vader op als graaf van Foix en burggraaf van Castelbon.
In het jaar van zijn troonsbestijging kwam graaf Raymond VII van Toulouse, een vroegere bondgenoot van zijn vader, in opstand tegen koning Lodewijk IX van Frankrijk en sloot hij een bondgenootschap met koning Hendrik III van Engeland. Rogier IV stond daar aarzelend tegenover en weigerde Raymond VII en Hendrik III te steunen. Dit kwam omdat Rogier IV als burggraaf van Castelbon een vazal was van koning Lodewijk IX van Frankrijk, terwijl hij als graaf van Foix eveneens een vazal was van graaf Raymond VII van Toulouse. 
Zijn loyaliteit aan de koning veroorzaakte in oktober 1242 een oorlog met Raymond VII van Toulouse. Hoewel Raymond op 30 november 1242 gedwongen werd om zich aan Lodewijk IX te onderwerpen, bleef de oorlog tussen Raymond en Rogier IV tot in januari 1243 duren. In januari 1243 beëindigde Lodewijk IX de oorlog, waarna Rogier IV voortaan enkel nog een vazal was van de koning van Frankrijk. Raymond VII probeerde vervolgens tot aan zijn dood in 1249 Rogier tevergeefs te overtuigen om opnieuw zijn vazal te worden.
Net als vader had Rogier IV tijdens zijn bewind conflicten met de kerk en vooral met de bisschop van Urgell. In 1257 bevrijdde hij met succes het burggraafschap Castelbon van de jurisdictie van de bisschop. In februari 1245 schonk hij vele vrijheden aan zijn onderdanen en hij ondertekende verdragen met de abdijen van Le Mas-d'Azil (1246), Boulbonne (1253) en Combelongue (1255). In 1251 bouwde hij de kerk van Boulbonne en liet er de stoffelijke resten van zijn voorouders naartoe brengen. Ook verdedigde hij de kerk tegen de aanvallen van talrijke vijanden. 
Tijdens zijn bewind verbood Roger IV het katharisme, de religie van zijn moeder. Hij deed dit om geen gespannen relatie te hebben met de Inquisitie. 
In februari 1265 stierf Rogier IV, waarna hij werd bijgezet in de kerk van Boulbonne.

## Huwelijk en nakomelingen
Rogier IV huwde in 1231 met Brunissenda, dochter van burggraaf Raymond VIII van Cardona. Ze kregen volgende kinderen:
- Rogier Bernard III (overleden in 1302), graaf van Foix
- Peter
- Sybilla (overleden voor 1289), huwde met burggraaf Aimery IV van Narbonne
- Agnes (overleden na 1256), huwde in 1256 met graaf Eschivat IV van Bigorre
- Philippa (overleden na 1304), huwde in 1262 met burggraaf Arnold I van Couserans
- Esclarmonde (overleden na 1289), huwde in 1275 met koning Jacobus II van Majorca